# Чавчавадзе, Захарий Гульбатович
Захарий Гульбатович Чавчавадзе (5 октября 1825 — 4 ноября 1905) — князь, генерал-адъютант (6 декабря 1898), генерал от кавалерии (30 августа 1891), герой Крымской 1853-56 и русско-турецкой 1877-78 войн.

## Биография
Родился 5 октября 1825 г. С 31 августа 1842 служил в Нижегородском драгунском полку; 8 июня 1844  произведён в первый офицерский чин прапорщика. Неоднократно совершал походы против горцев, за отличие был в 1848 награждён орденом св. Анны 4-й степени. С 7 августа 1847 - поручик, с 23 марта 1849 - штабс-капитан.
В чине капитана (с 17 февраля 1851) Нижегородского драгунского полка принимал участие в Крымской войне 1853—1856 гг., за боевое отличие награждён орденами: в 1853 г. — св. Анны 3-й степени с бантом и 6 февраля 1854 г. — св. Георгия 4-й степени (№ 9293 по списку Григоровича — Степанова)
В воздаяние отличного мужества и храбрости, оказанных в сражении с Турками, 19-го Ноября 1853 года, на Кадыклярских высотах.
По окончании Крымской войны З. Г. Чавчавадзе вернулся на Северный Кавказ и неоднократно принимал участие в походах против горцев; за отличие был награждён золотой шашкой с надписью «За храбрость» (1857 г.) и орденами св. Станислава 2-й степени с мечами и императорской короной (1859 г.), св. Владимира 4-й степени с мечами и бантом (1859 г.) и св. Владимира 3-й степени с мечами (1865 г.).
24 июня 1854 произведен в подполковники. Командовал полками Дагестанским конно-иррегулярным с 11 мая 1859 по 17 апреля 1863 (с 9 ноября 1861 — полковник) и 15-м драгунским Тверским с 17 апреля 1863 по 26 ноября 1871. 26 ноября 1871 был произведён в генерал-майоры с назначением 24 ноября 1874 командиром 2-й бригады Кавказской кавалерийской дивизии и в том же году был награждён ордном св. Станислава 1-й степени.
Участвовал в русско-турецкой войне 1877—1878 гг. на Кавказском театре военных действий, в том числе в Авлияр-Аладжинском сражении и в штурме Карса. За отличие во время награждён золотой саблей с бриллиантами и надписью «За храбрость» (1877) и орденом св. Анны 1-й степени с мечами, а также 19 апреля 1877 произведён в генерал-лейтенанты. 19 декабря 1877 г. награждён орденом св. Георгия 3-й степени (№ 555)
При взятии штурмом крепости Карса, в ночь с 5 на 6 Ноября 1877 года, будучи назначен принять начальство над войсками, действовавшими против Канлы и Сувари, в тот момент боя, когда усиливавшиеся массы неприятеля подвергали положение дела на этих пунктах опасности, распоряжениями своими и личным примером положил начало полному нашему успеху.

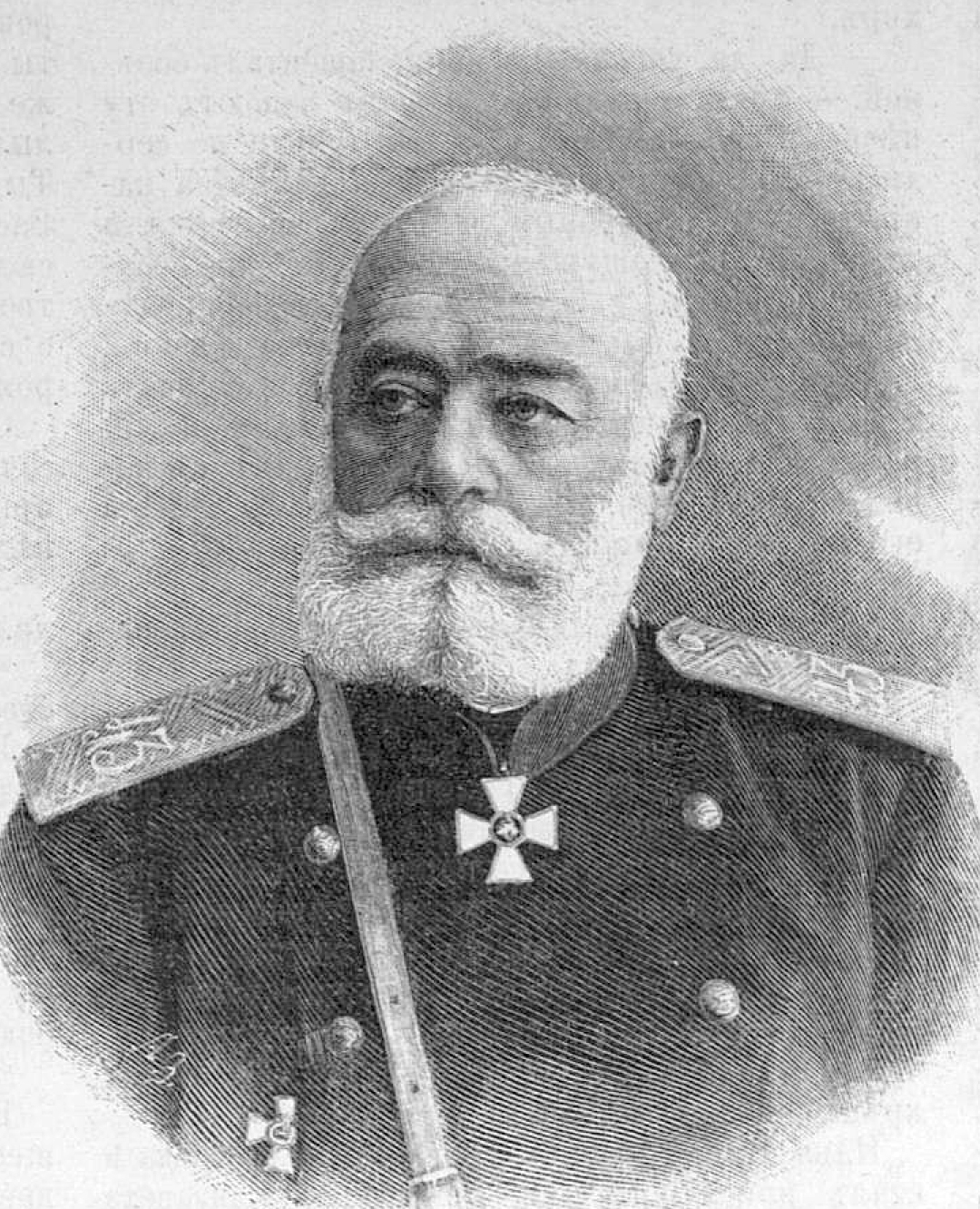
Фото 1880-х годов

С 16 марта 1878 начальник 2-й Сводной Кавказской кавалерийской дивизии. С 12 января 1879 начальник 1-й Кавказской кавалерийской дивизии, с 10 апреля 1883 начальник Кавказской кавалерийской дивизии, а с 3 ноября 1885 — командир 1-го Кавказского армейского корпуса.
С 16 января 1903 состоял членом Александровского комитета о раненых.
Среди прочих наград имел ордена св. Анны 2-й степени с императорской короной (1863 г.), св. Владимира 2-й степени (1883 г.), Белого Орла (1886 г.), св. Александра Невского (1890 г., алмазные знаки к этому ордену пожалованы в 1895 г.).
Его брат — Арчил Гульбатович, также был генералом русской императорской армии и с отличием участвовал в русско-турецкой войне 1877—1878 гг.
Был дважды женат, имел четырех сыновей и двух дочерей. Один из его сыновей, полковник Александр Захарьевич, во время Первой мировой войны командовал Черкесским конным полком Дикой дивизии.
Скончался 4 ноября 1905 г., погребён в церкви села Шуамта в Кахетии.